# Re di Ailech
I re di Ailech o Aileach appartenevano ai Cenél nEógain, che facevano parte degli Uí Néill. Questa è una lista di loro sovrani che va dal 700 al 1185. Alcuni furono anche re supremi d'Irlanda.
- Fergal mac Máele Dúin, 700-11 dicembre 722
- Áed Allán mac Fergaile, 722-743
- Niall Frossach mac Fergaile 743-770
- Máel Dúin mac Áeda 770-788
- Áed Oirdnide mac Néill 788-819
- Murchad mac Máele Dúin 819-823
- Niall Caille mac Áeda 823-846
- Máel Dúin mac Áeda 846-???
- Áed Findliath mac Néill ca. 855-20 novembre 879
- Murchad mac Máele Dúin 879-887
- Flaithbertach mac Murchado 887-896
- Domnall mac Áeda 887-915
- Niall Glúndub mac Áeda 896-15 settembre 919
- Flaithbertach mac Domnaill 916-919
- Fergal mac Domnaill 919-938
- Muirchertach mac Néill 938-26 febbraio 943
- Domnall mac Muirchertaig ua Néill 943-980
- Flaithbertach mac Muirchertaig meic Néill 943-949
- Flaithbertach mac Conchobair 956-962
- Tadg mac Conchobair 956-962
- Conn mac Conchobair 956-962
- Murchad Glun re Lar mac Flaithbertaigh 962-972
- Fergal mac Domnaill meic Conaing 980-989
- Áed mac Domnaill Ua Néill 989-1004
- Flaithbertach Ua Néill 1004-1030
- Áed mac Flaithbertaig Ua Néill 1030-1032
- Flaithbertach Ua Néill 1032-1036
- Niall mac Máel Sechnaill 1036-1061
- Ardgar mac Lochlainn 1061-1064
- Áed Ua hUalgairg 1064-1067
- Domnall mac Néill 1067-1068
- Áed mac Néill 1068-1083
- Donnchad mac Néill 1083-1083
- Domhnall MacLochlainn 1083-9 febbraio 1121
- Conchobar mac Domnaill 1121-1128
- Magnus ua Lochlainn 1128-1129
- Conchobar mac Domnaill 1129-1136
- Muirchertach MacLochlainn 1136-1143
- Domnall Ua Gairmledaig 1143-1145
- Muirchertach Mac Lochlainn 1145-1166
- Conchobar mac Muirchertach Mac Lochlainn 1166-1167
- Niall mac Muirchertach Mac Lochlainn 1167-1176
- Aed In Macaem Toinlesc Ua Neill 1167-1177
- Mael Sechlainn mac Muirchertaig Mac Lochlainn 1177-1185

Dopo questo periodo i Cenél nEógain regnarono come sovrani di Tír Eógain.